# Dustin
Dustin Group AB är en svensk återförsäljare av IT-produkter. Dustin Group hade cirka 2200 medarbetare och omsatte ca 23,6 miljarder svenska kronor räkenskapsåret 2022/23. Företaget noterades 2015 på Stockholmsbörsen.
Dustin AB grundades av paret Bo och Ulla Lundevall 1984 som en sidoverksamhet i en zoo-butik i Stockholmsförorten Farsta med försäljning av datortillbehör som färgade disketter via postorder. År 1995 började Dustin med försäljning via internet. Dustin förvärvades 2006 av riskkapitalbolaget Altor. Dustin Group noterades 2015 på Stockholmsbörsen.
År 2004 grundades dotterbolaget Dustin Home, som riktar sig till privatpersoner. Innan dess hade varumärket Dustin riktat sig till både privatpersoner och företag. År 2007 köpte Dustin företagen TCM och Computerstore A/S.
År 2008 etablerades Dustin Home i Danmark, 2009 i Norge och 2016 i Finland.
År 2012 förvärvades IT-Hantverkarna, Best Office och Norsk Data Senter (NDS). År 2013 förvärvades finska Businessforum. År 2015 förvärvades Commsec i Sverige och Resolute i Finland och 2016 förvärvades svenska Idenet och norska IKT Gruppen. Under 2017 förvärvades Core Services och Purit It i Norge, Norriqs i Danmark, och i Sverige Saldab IT AB. År 2018 expanderade Dustin till Nederländerna och Belgien genom förvärv av bl.a. Vincere Groep.

## Dustin Financial Services AB
Dustin Financial Services AB grundades 2007 som ett dotterbolag till Dustin. Det avyttrades 2015 till De Lage Landen Finans.